# Sinjac
Sinjac (cyr. Сињац) – wieś w Serbii, w okręgu pirockim, w gminie Bela Palanka. W 2011 roku liczyła 161 mieszkańców.